# Enterococ
Els enterococs (Enterococcus) formen un gènere de bacteris de l'àcid làctic de la divisió dels Firmicutes. Els membres d'aquest gènere eren classificats com Streptococcus Grup D fins al 1984 quan les anàlisis d'ADN genòmics van indicar que un gènere separat era més apropiat.
Els enterococs són cocs grampositius que es presenten en parelles (Diplococs), sent difícil distingir-los del Streptococcus només basant-se en les seves característiques físiques. Dues de les espècies són comensals a l'intestí humà: E. faecalis i E. faecium. Els enterococs són uns organismes facultatius aerobis, és a dir, prefereix utilitzar oxigen, encara que poden sobreviure en la seva absència. Típicament exhibeixen gamma-hemòlisi en agar sang de xai.

## Patologia
Els Enterococcus causen importants infeccions clíniques, incloent: infecció urinària, bacterièmia, endocarditis, diverticulitis i meningitis. Els ceps sensibles d'aquests bacteris poden tractar-se amb ampicilina i vancomicina.
Des d'un punt de vista mèdic, la característica més important d'aquest gènere és el seu alt nivell de resistència antibiòtica. Alguns enterococs són intrínsecament resistents als antibiòtics basats en β-lactam (algunes penicil·lines i totes les cefalosporines) i també a molts aminoglicòsids. Des de 1980, han aparegut soques particularment virulentes d'Enterococcus resistents a la vancomicina (VRE) en infeccions hospitalàries de pacients hospitalitzats, especialment als EUA Altres països desenvolupats com el Regne Unit han parat l'epidèmia, i el 2005, Singapur va aconseguir aturar una epidèmia de VRE. VRE pot tractar-se amb quinupristina / dalfopristina (Synercid) amb respostes favorables del 70%.
La meningitis per enterococs és una complicació rara en neurocirurgia. Solen requerir tractament intravenós de vancomicina. La vancomicina intratecal s'utilitza sovint i hi ha un debat sobre si té impacte en el sistema nerviós. L'extracció de qualsevol dispositiu neurològic és una part crucial del tractament d'aquestes infeccions.